# Сельское поселение «Село Лазинки»
Се́льское поселе́ние «Село Лазинки» — муниципальное образование в Спас-Деменском районе Калужской области Российской Федерации.
Административный центр — село Лазинки.

## История
Статус и границы сельского поселения установлены Законом Калужской области от 4 октября 2004 года № 354-ОЗ «Об установлении границ муниципальных образований, расположенных на территории административно-территориальных единиц „Барятинский район“, „Куйбышевский район“, „Людиновский район“, „Мещовский район“, „Спас-Деменский район“, „Ульяновский район“ и наделении их статусом городского поселения, сельского поселения, муниципального района».

## Население
| 2007 | 2010 | 2012 | 2013 | 2014 | 2015 | 2016 |
| ---- | ---- | ---- | ---- | ---- | ---- | ---- |
| 240  | ↘188 | ↘168 | ↘166 | ↘157 | ↘154 | ↘145 |
| 2017 | 2018 | 2019 | 2020 | 2021 |      |      |
| ↗160 | ↗161 | ↗165 | ↘158 | ↗203 |      |      |

## Состав сельского поселения
| № | Населённый пункт | Тип населённого пункта       | Население |
| - | ---------------- | ---------------------------- | --------- |
| 1 | Высочки          | деревня                      | →0        |
| 2 | Гривка           | железнодорожный разъезд      | →0        |
| 3 | Дуброво          | деревня                      | →0        |
| 4 | Кудрино          | деревня                      | →0        |
| 5 | Лазинки          | село, административный центр | ↘176      |
| 6 | Липовость        | деревня                      | ↘0        |
| 7 | Мышково          | деревня                      | ↘0        |
| 8 | Старые Стребки   | деревня                      | ↗12       |
| 9 | Шемаки           | деревня                      | ↘0        |